# Olsok

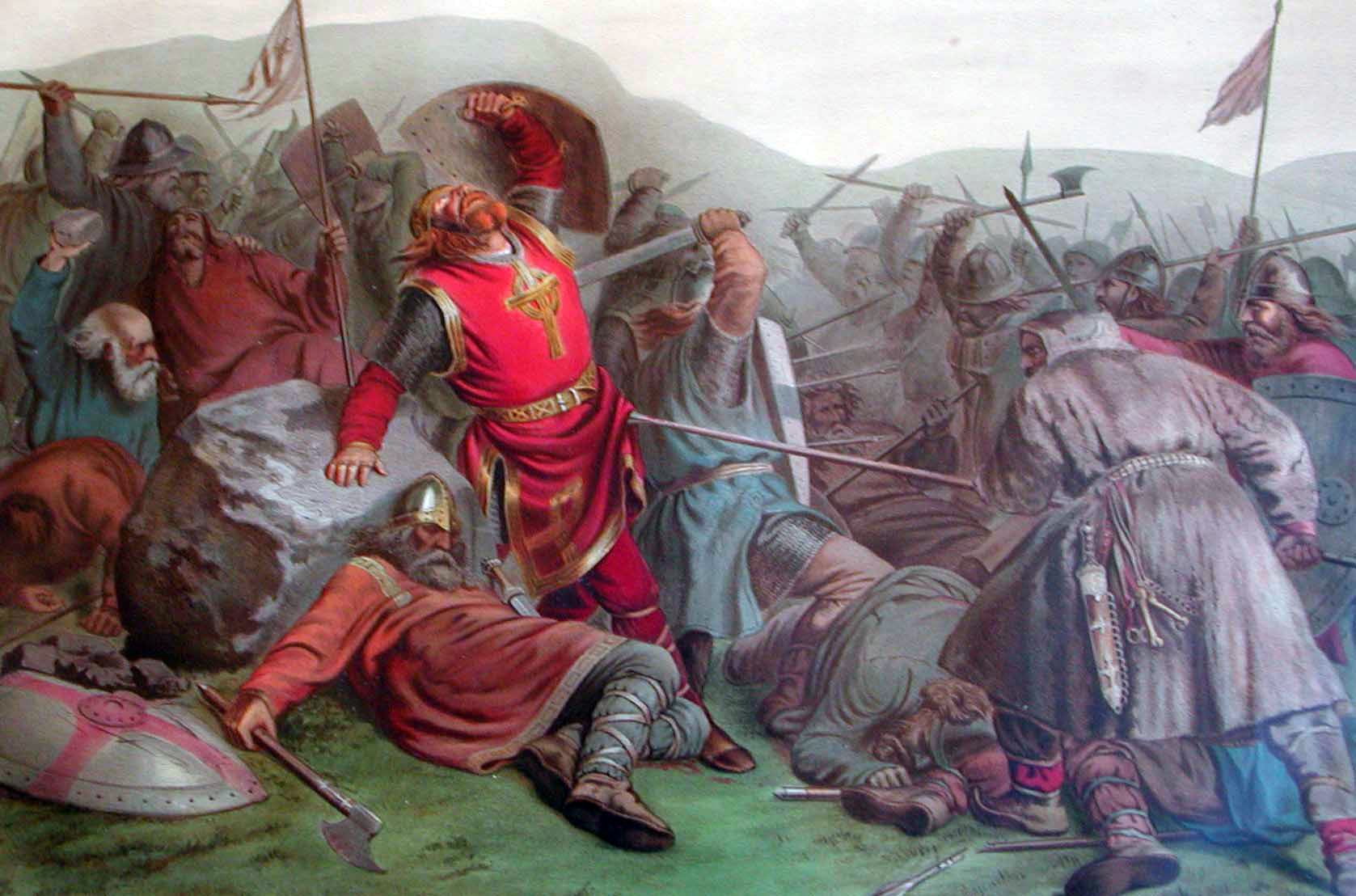
Olavs II. Tod

Olsok (aus dem Altnordischen: Ólavsvaka ≈ Olavswache) ist ein Name für den nordischen Gedenk- und Feiertag am 29. Juli, dem Todestag des norwegischen Königs Olav des Heiligen, der in der Schlacht von Stiklestad fiel. Der Name wurde im Deutschen aus dem Norwegischen entlehnt.
Olav II. Haraldsson (993–ca. 1030), seit seinem Tod in Norwegen auch Hellig Olav bzw. Olav den hellige (Olav der Heilige) genannt, gilt als der Förderer des Christentums in seinem Heimatland. Vor der Reformation war sein Todestag einer der wichtigsten Gedenk- und Feiertage Norwegens, und aufgrund der Position Olav II. Haradssons als norwegischer König behielt der Tag auch nach der Reformation seine Bedeutung als nationaler Feiertag bei. Olsok wird auf den Färöern, die von 1035 bis 1380 zu Norwegen gehörten, als offizieller Feiertag Ólavsøka und in Dänemark Olai genannt. In Schweden, wo er nur in wenigen Gegenden wie Härjedalen begangen wird, das erst 1645 von Norwegen an Schweden abgetreten wurde, heißt er Olofs- oder Olsmässa. 

## Geschichte
König Olav II. Haraldsson von Norwegen wird als Rex perpetuus Norvegiae, der Ewige König von Norwegen, verehrt. Der 29. Juli gilt traditionell als das Datum des Todes von König Olav in der Schlacht von Stiklestad, nördlich von Nidaros (Trondheim), Norwegen, im Jahr 1030. Der Märtyrertod von König Olav in Stiklestad scheint entscheidend dazu beigetragen zu haben, das Christentum in ganz Norwegen zu etablieren. König Olav wurde am 3. August 1031 in Nidaros heiliggesprochen, vor allem auf Betreiben von Nordbischof Grimkjell.
Bis zur lutherischen Reformation im 16. Jahrhundert war Olsok ein wichtiges Kirchenfest in den nordischen Ländern. Im späten 19. und frühen 20. Jahrhundert wurde das Interesse an Olsok wiederbelebt, insbesondere in Norwegen. Die römisch-katholische Kirche in Norwegen erkennt Olsok als wichtiges Fest im ganzen Land an, während die lutherische Kirche Norwegens den Tag vor allem im Dom von Nidaros und in anderen Kirchen feiert. Seit der 900-Jahr-Feier von Stiklestad im Jahr 1930 ist der 29. Juli in Norwegen ein offizieller Flaggentag (Olsokdagen). Seit 1954 wird in Stiklestad jedes Jahr das St. Olavs-Drama aufgeführt.
Auch auf den Färöern wird der 29. Juli als Ólavsøka gefeiert. Ólavsøka ist das größte Sommerfest auf den Färöern und wird in der Regel über mehrere Tage hinweg gefeiert. Diese Tradition stammt aus der Zeit, als die Inseln im Mittelalter zu Norwegen gehörten. In Schweden wird Olofsmässa („Olafs Messe“) vor allem in der ehemaligen norwegischen Provinz Härjedalen gefeiert.
In Finnland wird Pyhän Olavin Päivä („Tag des heiligen Olav“) vor allem in Savonlinna, dem Ort Olavinlinna („Olavs Burg“), gefeiert, da der Heilige Olav der Schutzpatron des Ortes ist.